# Esbjerg Færgehavn
Esbjerg Færgehavn har forbindelse til Fanø, England og i vinterhalvåret til Færøerne og Island med Norröna. I sommerhalvåret sejler Norröna fra Hanstholm.
| Vandsport/vandtransport | Spire Denne vandsports- eller vandtransportsartikel er en spire som bør udbygges. Du er velkommen til at hjælpe Wikipedia ved at udvide den. |

55°27′39.98″N 8°26′21.02″Ø / 55.4611056°N 8.4391722°Ø
|  | Denne artikel om lokaliteten Esbjerg Færgehavn kan blive bedre, hvis der indsættes et (bedre) billede. Du kan hjælpe ved at afsøge Wikimedia Commons for et passende billede eller lægge et op på Wikimedia Commons med en af de tilladte licenser og indsætte det i artiklen. |